# Nor.Ca. Beach Handball Championships 2019
Die Nor.Ca. Beach Handball Championships 2019, die kontinentalen Meisterschaften des Handballkonföderation Nordamerikas und der Karibik (NACHC beziehungsweise NORCA), waren die erste Auflage nach der Teilung der Pan-American Team Handball Federation (PATHF) auf Druck der Internationalen Handballföderation (IHF) in zwei Verbände. Die Spiele wurden vom 11. bis 15. Juli im Saith Park in Chaguanas auf Trinidad und Tobago ausgetragen, womit das Land die erste Nation der Karibik wurde, die eine internationale Meisterschaft in der Sportart organisierte.
Das Turnier fungierte als Qualifikationsturnier für die Weltmeisterschaften 2020 in Pescara, Italien, die jedoch aufgrund der COVID-19-Pandemie ausgefallen waren, sowie die World Beach Games 2019. Für die WM konnten sich die beiden Finalisten, für die World Beach Games die Sieger qualifizieren. Somit verpasste die Männer-Nationalmannschaft Mexikos ihre erste Teilnahme bei einer WM, die sie bislang auch nicht wieder erreichen konnte. Da die Qualifikationsplätze für die World Games 2021 über die WM besetzt worden wären, fiel auch diese indirekte Qualifikation weg, da auch die World Games um ein Jahr verschoben wurden und die Vergabe der Startplätze nun über die Weltmeisterschaften 2022 erfolgte.
Am Start waren jeweils achte Nationalmannschaften beider Geschlechter, wobei jeder teilnehmende Verband für jedes Geschlecht eine Mannschaft ins Rennen um den kontinentalen schickte. Nur die Dominikanische Republik plante ursprünglich nur die Entsendung ihrer Männer-Mannschaft nahm dann aber doch nicht an den Titelkämpfen teil. Auch Jamaika nahm nicht wie geplant am Turnier teil. Mit Barbados, Dominica, Haiti sowie St. Kitts und Nevis debütierten gleich die Hälfte der startenden Verbände bei einer internationalen Meisterschaft, womit das Ansinnen der IHF, den Handballsport auf eine breitere Basis zu stellen sogleich auch im Beachhandball in Nordamerika und der Karibik Erfolg hatte.
Die dominierende Mannschaft war bei beiden Geschlechtern die USA, die in den Finals jeweils Mexiko schlug. Auch die beiden anderen Halbfinalisten waren bei beiden Geschlechtern mit Puerto Rico und den Gastgebern aus Trinidad und Tobago dieselben Teams, hier konnte beim Spiel um Bronze einzig die Frauenmannschaft den Heimvorteil nutzen.
| Frauen Details | Chaguanas, Trinidad und Tobago | Vereinigte Staaten | 2:0 | Mexiko | Trinidad und Tobago | 2:0 | Puerto Rico         |
| Männer Details | Chaguanas, Trinidad und Tobago | Vereinigte Staaten | 2:0 | Mexiko | Puerto Rico         | 2:1 | Trinidad und Tobago |

## Platzierungen der teilnehmenden Nationalmannschaften
| Nation                  | Frauen | Männer |
| ----------------------- | ------ | ------ |
| Barbados                | T      | T      |
| Dominica                | T      | T      |
| Dominikanische Republik | –      | X      |
| Haiti                   | 5      | 5      |
| Mexiko                  | 2      | 2      |
| Puerto Rico             | 4      | 3      |
| St. Kitts und Nevis     | T      | T      |
| Trinidad und Tobago     | 3      | 4      |
| Vereinigte Staaten      | 1      | 1      |
| Teilnehmerzahl          | 8      | 8      |

| Legende | Legende | Legende | Legende                                             |
| ------- | ------- | ------- | --------------------------------------------------- |
| 1       | 2       | 3       | Podest-Platzierungen                                |
| 4       | 4       | 4       | Halbfinalist                                        |
| T       | T       | T       | teilgenommen, aber keine Platzierungsspiele         |
| X       | X       | X       | Mannschaft zunächst gemeldet, aber nicht angetreten |